# Аль-Мухаррам-Центр
Аль-Мухаррам-Центр (араб. ناحية مركز المخرم) — нохія у Сирії, що входить до складу району Аль-Мухаррам провінції Хомс. Адміністративний центр — м. Аль-Мухаррам.
| Сирія | Це незавершена стаття з географії Сирії. Ви можете допомогти проєкту, виправивши або дописавши її. |